# Aleksandr Grinsztejn
Aleksandr Michajłowicz Grinsztejn (ros. Александр Михайлович Гринштейн, ur. 29 lipca?/10 sierpnia 1881 w Tule, zm. 8 sierpnia 1959 w Moskwie) – rosyjski lekarz  neurolog, neuroanatom.
Studiował medycynę na Uniwersytecie Moskiewskim, studia ukończył w 1904 roku. Od 1906 do 1909 asystent w Klinice Chorób Nerwowych Uniwersytetu Moskiewskiego, od 1909 w Klinice Nerwowej Moskiewskiego Uniwersytetu dla Kobiet. W latach 1921-24 profesor na katedrze neurologii Uniwersytetu w Woroneżu, od 1924 do 1940 na Uniwersytecie w Charkowie. Jeden z lekarzy aresztowanych pod zarzutem spiskowania nad zamachem na życie Stalina (zobacz: Spisek lekarzy kremlowskich), rehabilitowany po śmierci Stalina. 